# Liste des évêques d'Orvieto
Le diocèse d'Orvieto (latin: Dioecesis Urbevatenus-Tudertinus) est un diocèse italien en Ombrie avec résidence à Orvieto. Il est fondé au VIe siècle et est fusionné depuis 1986 avec celui de Todi et porte désormais le nom de diocèse d'Orvieto-Todi.

## Évêques d'Orvieto
- Jean Ier (590)
- Candido (591–595)
- Amanzio ? (743)
- Alipert (826)
- Pierre (853)
- Léon Ier (861)
- Heldericus (1015)
- Sigifred (1027)
- Léon II (1036)
- Teuzone (1054–1059)
- Guillaume (1103–1126)
- Antoine (1137 ou 1139)
- Ildebrando (1140–1149)
- Gualfredo (1155)
- Guiscard (1157)
- Milon (1159)
- Rustico (1168–1175)
- Riccard (1177–1201)
- Matteo (1201–1210)
- Jean IV (1212)
- Capitaneo (1215–?)
- Ranieri (1228–1249)

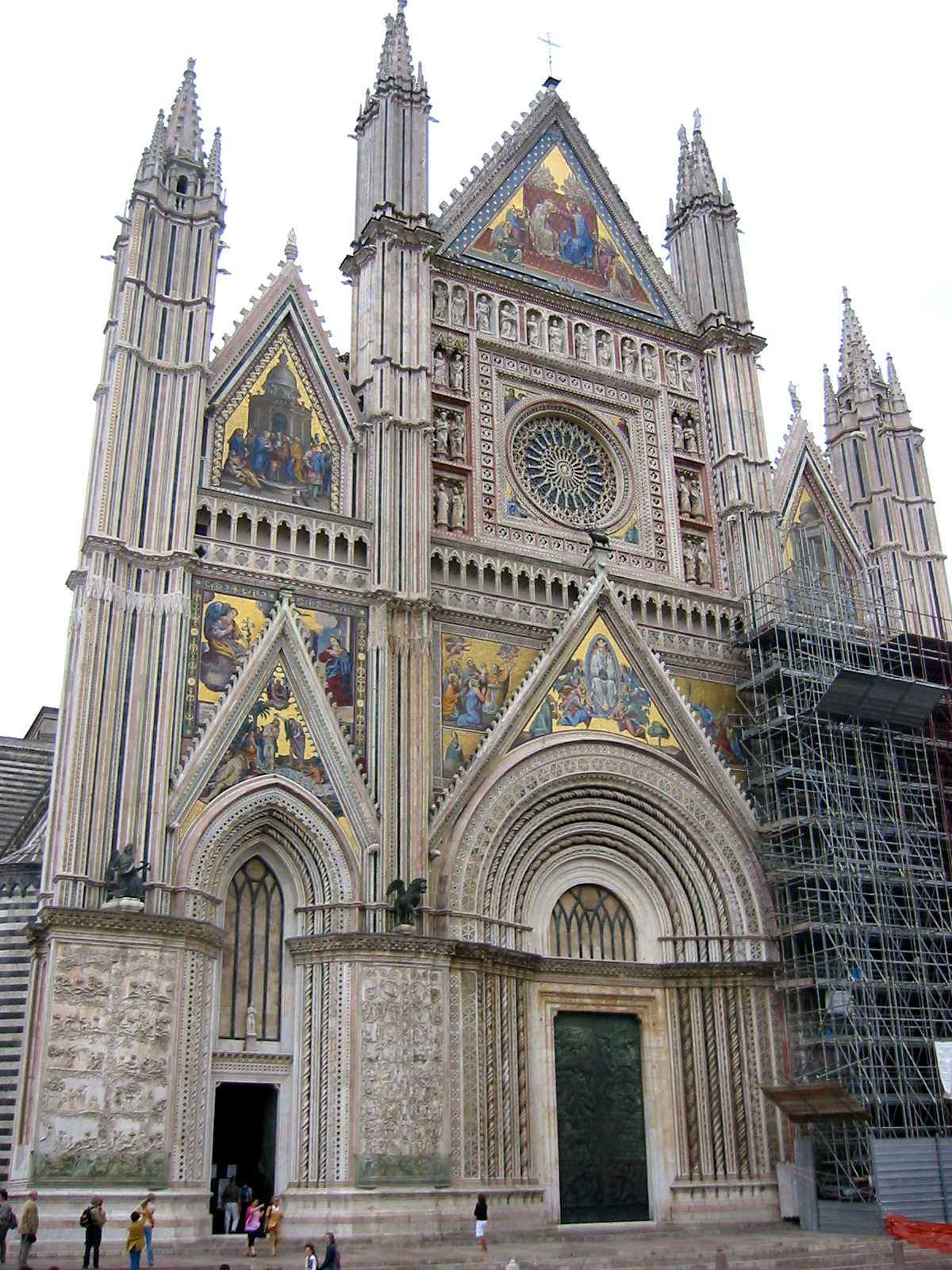
Cathédrale Santa Maria Assunta d'Orvieto

- Costantino Medici O.P. (vers 1250–1257)
- Giacomo Maltraga (1258–1269)
- Aldobrandino Cavalcanti (it) O.P. (1272–1279)
- Francesco Monaldeschi (it) (1279 ou 1280–1294)
- Leonardo Mancini (1295–1302 ?)
- Guido Farnese (it) (1302–1328)
- Beltramo Monaldeschi O.P. (1328–1345)
- Raimondo (1344–1348)
- Ponzio Perotti (1348–1362 ?)
- Jean V (1362–1364)
- Pietro Bohier O.S.B. (1364–1370)
  - Giovanni Piacentini (1373–1375)(administrateur apostolique)
- Nicolò Merciari (1378–1398) (
- Pietro ? (1398–1398)
- Mattia degli Avveduti O.F.M. (1398–1409)
  - Corrado Caraccioli (1409–1411) (administrateur apostolique)
- Monaldo Monaldeschi (1411–1418) (administrateur apostolique)
- Francesco Monaldeschi (1418–1443)
- Giacomo Benedetti (1443–1454)
- Giovanni Castiglioni (1454–1456)
- Antonio Cobateri (1456–1457)
- Marco Marinone O.S.A. (1457–1473)
- Giovanni (1473–?)
- Giorgio Della Rovere (1476–1505)
- Ercole Baglioni (1511–1518)
  - Niccolò Ridolfi (1520–1529) (administrateur apostolique)
- Vincenzo Durante (1529–1545)
- Niccolò Ridolfi il Giovane (1548–1554)
- Girolamo Simoncelli (1554–1562)
- Sebastiano Vanzi (1562–1570)
- Girolamo Simoncelli (1570–1605) (administrateur apostolique)
- Giacomo Sannesio (1605–1621)
- Pier Paolo Crescenzi (1621–1644)
- Fausto Poli (1644–1653)
- Giuseppe della Corgna O.P. (1656–1676)
- Bernardino Rocci (1676–1680)
- Savo Millini (1681–1694) (archevêque à titre personnel)
- Giuseppe Camuzzi (1695–1695)
- Vincenzo degli Atti (1696–1715)
- Ferdinando Nuzzi (1716–1717) (archevêque à titre personnel)
  - Michele Teroni (1718–1721) (administrateur apostolique)
- Onofrio Elisei (1722–1733)
- Giuseppe dei Conti di Marsciano (1734–1754)
- Giacinto Silvestri (1754–1762)
- Antonio Ripanti (1762–1780)
- Paolo Francesco Antamori (1780–1795)
- Cesare Brancadoro (1800–1803)
- Giovanni Battista Lambruschini (1807–1825)
- Antonio Domenico Gamberini (1825–1833)
- Antonio Francesco Orioli (1833–1841)
- Giuseppe Maria Vespignani (1842–1865)
- Marino Marini (1865–1871)
- Antonio Briganti (1871–1882)
- Eusebio Magner O.F.M.Cap (1883–1884)
- Giuseppe Ingami (1884–1889)
- Domenico Bucchi-Accica (1889–1905)
- Salvatore Fratocchi (1905–1941)
- Francesco Pieri (1941–1961)
- Virginio Dondeo (1961–1974)
- Decio Lucio Grandoni (1974–2003)
- Giovanni Scanavino O.S.A. (2003–2011)
- Benedetto Tuzia (2012-2020)
- Gualtiero Sigismondi (it) (depuis 2020)